# Águas Belas (Sabugal)
Águas Belas é uma povoação portuguesa sede da Freguesia de Águas Belas do Município do Sabugal, freguesia com 14,10 km² de área e 167 habitantes (censo de 2021), tendo, por isso, uma densidade populacional de 11,8 hab./km².
Águas Belas dista 10 km do Sabugal, tendo a freguesia três outras povoações: Vale Mourisco, Quinta dos Clérigos e Espinhal.

## Demografia
A população registada nos censos foi:
| Ano  | 0-14 Anos | 15-24 Anos | 25-64 Anos | > 65 Anos |
| 2001 | 16        | 31         | 96         | 77        |
| 2011 | 14        | 10         | 87         | 64        |
| 2021 | 15        | 7          | 69         | 76        |

## Património
- Igreja Matriz de Santa Maria Madalena - Igreja alpendrada do séc. XIII-XVII;
- Capela de São Marcos (Espinhal);
- Capela de São Sebastião (Cimo do Povo);
- Capela de Nossa Senhora do Carmo (Lameira, na Quinta do Clérigo);
- Capela de São Salvador (Vale Mourisco);
- Alminhas;
- Fonte Velha.

## Festividades
As principais festividades são a Festa de Santo António (2.º fim de semana de agosto), de São Marcos (25 de abril), do Sagrado Coração de Jesus (3.º fim de semana de agosto) e de Nossa Senhora do Carmo (15 de agosto).